# Víctor Unamuno
Víctor Unamuno Ibarzabal (ur. 21 maja 1909 w Bergara, zm. 20 maja 1988 w Durango) – hiszpański piłkarz występujący na pozycji napastnika w klubach Deportivo Alavés, Athletic Bilbao oraz Real Betis.

## Kariera piłkarska
Był wychowankiem Aurrera Bergara. Do Athletic przeniósł się z Deportivo. W ataku partnerowali mu wówczas Agustín Sauto Arana, znany jako Bata- zdobywca Trofeo Pichichi w 1931 oraz Guillermo Gorostiza – król strzelców La liga w 1930 oraz w 1932. Zdobył z drużyną dwa tytuły mistrza kraju- w 1930 oraz w 1931. W Pucharze Króla tryumfował cztery razy: w 1930, 1931, 1932 a także w 1933. Następnie odszedł do klubu z Sewilli – Realu Betis. Zdobył z nim w 1935 mistrzostwo kraju, jedyne do tej pory w całej historii drużyny. Przez kilka lat był nieaktywny sportowo z powodu hiszpańskiej wojny domowej. Wznowił karierę w 1939, wracając do Athleticu, gdzie grał do 1942. W sezonie 1939/1940 został królem strzelców z 20 golami na koncie. Łącznie w La liga wystąpił w 144 meczach i strzelił w nich 101 bramek. Nigdy nie zagrał w reprezentacji Hiszpanii.